# 153298 Paulmyers
153298 Paulmyers este o planetă minoră (asteroid) din centura de asteroizi. A fost descoperită pe 29 martie 2001 la Junk Bond Observatory⁠(d) de David Healy⁠(d) și a fost numită după PZ Myers⁠(d). 
Obiectul prezintă o orbită caracterizată de o semiaxă mare de 3,181909293496 UAi, o excentricitate de 0,15, o înclinație de 5,1 ° în raport cu ecliptica.